# Svend-Gunnar Kirmes
Svend-Gunnar Kirmes (* 19. November 1949 in Altenburg) ist ein deutscher Rechtsanwalt und Politiker (CDU). Von 2009 bis 2024 war er Mitglied des Sächsischen Landtags.

## Leben
Nach dem Abitur 1969 an der Thomasschule zu Leipzig wurde er zunächst 1976 Ingenieur für Informationsverarbeitung. Von 1976 bis 1982 studierte er Rechtswissenschaften an der Humboldt-Universität zu Berlin. Seit 1984 ist er zugelassener Rechtsanwalt, Fachanwalt für Familienrecht. 1990 war er Mitbegründer des Leipziger Anwaltvereins und von 1990 bis 1994 dessen stellvertretender Vorsitzender. Von 1994 bis 2002 hatte er das Amt des Vorsitzenden inne. Von 2002 bis 2009 war er Präsident des Anwaltverbandes Sachsen. Er war Mitbegründer des Fördervereins des Instituts für Anwaltsrecht der Universität Leipzig und bis 2004 dessen Vorsitzender. Von 2003 bis 2009 gehörte er dem DAV-Vorstand an.
Kirmes lebt in Leipzig, ist verheiratet und hat zwei Töchter. Sein Halbbruder ist der Schauspieler Hendrik Duryn, der seit Anfang März 2019 eine Kampagne des Sächsischen Kultusministeriums zur Lehrergewinnung in Sachsen unterstützt.

## Politik
Von 1971 bis Anfang September 1989 war Kirmes Mitglied der SED, eine Angabe, die Kirmes auf seiner Internetseite und in seiner Abgeordnetenbiographie verschweigt. 2008 trat er der CDU bei. Seit 2013 ist er CDU-Ortsverbandsvorsitzender in Grimma.
Bei der Landtagswahl 2009 gelang ihm als Direktkandidat im Wahlkreis Muldental 2 mit einem Stimmenanteil von 37,4 % der Einzug in den Sächsischen Landtag. Er ist Mitglied im Verfassungs-, Rechts- und Europaausschuss und im Ausschuss für Geschäftsordnung und Immunitätsangelegenheiten. Er ist seit April 2012 einer von 19 Mitgliedern des sächsischen NSU-Untersuchungsausschusses „Neonazistische Terrornetzwerke in Sachsen“. Nach der Landtagswahl 2014, bei der er sich mit einem Stimmenanteil von 42,3 % im Wahlkreis 25 (Leipzig Land 3) den Wiedereinzug in den Landtag sicherte, wurde Kirmes (bedingt durch den Verzicht von Detlev Spangenberg (AfD)) Alterspräsident des Landtags während der 6. Wahlperiode. Er nunmehr Mitglied im Verfassungs- und Rechtsausschuss, im Ausschuss für Geschäftsordnung und Immunitätsangelegenheiten sowie Vorsitzender der G-10-Kommission des Landtages zur Überwachung des sächsischen Verfassungsschutzes.
Bei der Landtagswahl in Sachsen 2019 wurde Kirmes im Wahlkreis Leipzig Land 3 mit 29,9 % Prozent der Direktstimmen zum Wahlkreisabgeordneten gewählt. Bei der Landtagswahl 2024 trat er nicht mehr an. Ab 2014 war er der älteste Abgeordnete des Landtags.